# Saint Bodian
Saint Bodian ou Bodianus, ou Bozian ou Oyen est un saint breton plus ou moins mythique, non reconnu officiellement par l'Église catholique.

## Sa vie
Il serait originaire du pays de Galles et aurait vécu au VIe siècle en Bretagne comme ermite, mais la tradition n'en a gardé aucun souvenir précis.

## Ses traces dans la Bretagne actuelle
Saint Bodian ne fait l'objet actuellement d'aucun culte officiel, mais son nom se retrouve dans certains toponymes et des souvenirs de cultes anciens :
- Loc-Bodian est un hameau de la commune d'Hanvec placé sous sa protection et où il est encore honoré[3]. Sa fête locale est le 15 mars.
- La chapelle de Lanvoy dans la même commune doit aussi son nom à ce saint (Loc Oyen provoent de loc (lieu consacré, ermitage) et de Oyen, autre nom de saint Bodian, ce qui par contraction a donné "Lanvoy").